# Tunel Chamoise
Tunel Chamoise (francouzsky Tunnel de Chamoise) je tunel na dálnici A40 ve Francii (která vede z města Mâcon na západě do oblasti Passy na východě), v departementu Ain. Jde o nejdelší tunel na A40: 3300/3264 metrů (severní/jižní tubus). Na tunel bezprostředně navazuje viadukt Nantua, který má délku 1003 metry a údolí u Nantua překračuje ve výšce až 86 metrů. Výstavba tunelu i mostu je zdokumentována ve filmu Dálnice lámající rekordy.

## Historie
Jde vlastně o dva souběžné tunely, po každém vede provoz v jednom směru. První, 3300 metrů dlouhý severní tubus byl zprovozněn v roce 1986 při otevření úseku dálnice Bourg-sud – Sylans. To znamenalo, že dálnice na tomto úseku několik let měla jen po jednom jízdním pruhu v každém směru. Toto omezení platilo nejen pro tunel, ale rovněž pro navazující viadukt Nantua, kde byl nejprve také postaven pouze jeden ze dvou souběžných mostů. Jižní tubus tunelu o délce 3264 metrů byl dokončen v roce 1995 a byl dostavěn také druhý most přes údolí u Nantua, což umožnilo od roku 1996 oddělený provoz ve dvou jízdních pruzích v každém směru po celé trase dálnice A40.

## Popis a výstavba
Oba tubusy protínají náhorní plošinu Chamoise s výškou přes 1000 metrů, po které byl tunel pojmenován. Tunel se nachází v blízkostí malých obcí Nantua a Saint-Martin-du-Frêne. Vzhledem ke složitým geologickým podmínkám byl nutný důkladný průzkum podloží a hornin celého masívu. Proto stavbaři nejprve prorazili tři metry široký průzkumný tunel v celé šířce hory. Po jeho dokončení byly postupně vyraženy oba hlavní tubusy, každý na opačnou stranu od průzkumného tunelu.
Průzkumný tunel prokázal, že celá náhorní plošina je z vápence, který vznikl přibližně před 200 milióny let. Výhodou je, že vápenec je poměrně stabilní hornina, současně ale je dost obtížné v něm vybudovat tunel. Proto byl nasazen ve své době revoluční robotizovaný vrtací stroj, který používal až 4 vrtací hlavice najednou. Hlavní novinkou však bylo, že zařízení bylo plně řízeno počítačem a vše se zobrazovalo na jeho monitoru. Přesně vyvrtané otvory se potom naplnily trhavinou a jednotlivé rozbušky byly záměrně odpáleny se zpožděním 30 milisekund, což vedlo k mnohem efektivnějšímu oddělení horniny, než kdyby odpaly proběhly současně. Navíc díky přesnosti vrtání, stěny byly prakticky hladké.
Ražba prvního severního tubusu trvala od roku 1976 po dobu šesti let. Poté bylo nutné na obou koncích tunelu vybudovat obrovské ventilační jednotky, které odsávají výfukové zplodiny a naopak vhánějí čerstvý vzduch. O 10 let později byl dokončen druhý jižní tubus, takže doprava obou směrů je zcela oddělena. To umožnilo povolit v tunelu maximální rychlost 110 kilometrů, zatímco např. v nepříliš vzdáleném tunelu Mont Blanc (který již vzhledem k jeho mimořádné délce má jen jeden tubus) je rychlost omezena na 70 kilometrů.
Dalším „překvapením“ pro řidiče (pokud jedete od západu k východu) je, že bezprostředně po výjezdu z tunelu se ocitnou vysoko nad údolím, na více než 1000 metrů dlouhém viaduktu Nantua.

## DokumentDálnice lámající rekordy
Výstavba dálnice A40, zejména právě tunelu Chamoise společně s navazujícím viaduktem Nantua a rovněž viaduktem Sylans, tvoří významnou část francouzského dokumentárního filmu Dálnice lámající rekordy, francouzský název (Le génie français:) Les Routes de tous les records, režie Alex Gary. Česká televize dokument odvysílala v květnu 2025 jako součást cyklu dokumentů pod alternativním českým názvem Francouzské megaprojekty: Dálnice. Do 4. června 2025 je dostupný také v iVysílání.